# Phalanta alcesta
Phalanta alcesta är en fjärilsart som beskrevs av Corbet 1941. Phalanta alcesta ingår i släktet Phalanta och familjen praktfjärilar. Inga underarter finns listade i Catalogue of Life.